# Heinrich Magirius
Heinrich Martin Magirius (* 1. Februar 1934 in Dresden; † 13. Juni 2021 in Radebeul) war ein deutscher Kunsthistoriker in den Bereichen Baugeschichte und Denkmalpflege sowie sächsischer Landeskonservator.

## Familie
Vater Martin Magirius (1899–1962) war Amtsgerichtsrat, die Mutter Hannah (geb. Schreckenbach, * 1899) Berufsschullehrerin. Der Theologe und ehemalige Kommunalpolitiker Friedrich Magirius (* 1930) ist sein älterer Bruder, der Archivar und Historiker Hans-Joachim Schreckenbach (1928–2021) war sein Cousin.
Heinrich Magirius und Angelika Anneliese Sieber heirateten 1968; das Ehepaar hatte drei Kinder.

## Leben
Nach dem Besuch der Volks- und Oberschule in Radebeul wechselte Heinrich Magirius zur Kreuzschule in Dresden und war Mitglied des Dresdner Kreuzchores unter Leitung von Kreuzkantor Rudolf Mauersberger.
Nach dem Abitur dort 1952 studierte Heinrich Magirius Kunstgeschichte, Klassische und Christliche Archäologie in Greifswald und Leipzig. 
Zwischen 1953 und 1956 war Heinrich Magirius als freiberuflicher Mitarbeiter des Instituts für Denkmalpflege mit Grabungen im Zisterzienserkloster Altzella beschäftigt. Die dabei erworbenen Kenntnisse lagen seiner Diplomarbeit „Kloster Altzella, ein Abriß seiner Kunstgeschichte“ (1957) zugrunde. Mit der Dissertation über Altzella erwarb er 1958 den Titel eines Doktors der Philosophie. Anschließend wurde er Mitarbeiter im Institut für Denkmalpflege in der Außenstelle Dresden.
1987 habilitierte er sich über die Geschichte der Denkmalpflege in Sachsen. 1989 erhielt er eine Professur an der Hochschule für Bildende Künste Dresden, wo er bereits ab 1980 gelehrt hatte. 
Von 1994 bis 1999 war er Landeskonservator im Landesamt für Denkmalpflege Sachsen. 1996 war Magirius Gründungsmitglied der Sächsischen Akademie der Künste.
Heinrich Magirius lebte zuletzt in Radebeul. Er starb im Juni 2021 im Alter von 87 Jahren.

## Werk
Magirius war als Denkmalpfleger mitverantwortlich für den Wiederaufbau der Wolfgangskirche in Schneeberg, der Dresdner Semperoper, des Dresdner Schlosses und der Frauenkirche sowie für die Restaurierungen des Freiberger Doms, der Annenkirche in Annaberg-Buchholz, des Meißner Doms und der Gemäldegalerie Dresden. Zu seinen Projekten zählten auch das Kloster St. Marienstern, das Schloss Pillnitz, die Thomaskirche Leipzig und die Nikolaikirche Leipzig.
Außerdem widmete Heinrich Magirius sich archäologischen Arbeiten am Kloster Altzella, am Freiberger Dom, am Lettner des Wechselburger Klosters, am Meißner Dom, an der Marienkirche Torgau sowie an der Thomaskirche und Nikolaikirche in Leipzig.
Er gehörte 1990 zu den Autoren der Aktion Ruf aus Dresden für den Wiederaufbau der Frauenkirche und engagierte sich für die Baukultur durch seine Mitgliedschaft im verein für denkmalpflege und neues bauen radebeul. Außerdem nahm er an Jurysitzungen für den Radebeuler Bauherrenpreis teil.
Magirius beklagte das Fehlen von Fingerspitzengefühl und Verantwortung im Umgang mit historischen Bauten. Statt Einfühlung und behutsamer Annäherung an die Vergangenheit sei gegenwärtig eher „Auffallen durch Kontraste“ gefragt.

## Ehrungen und Auszeichnungen
Heinrich Magirius wurde 1985 mit dem Nationalpreis der DDR II. Klasse für Kunst und Literatur ausgezeichnet. 
Ab 1991 war er Mitglied der Sächsischen Akademie der Wissenschaften zu Leipzig; er war mehrere Jahre Vorsitzender der Kommission für Kunstgeschichte Mitteldeutschlands der Akademie.
Aus Anlass des 60. Geburtstags 1995 ehrte ihn Sachsens kunsthistorische Welt mit der ihm gewidmeten Festschrift Denkmalkunde und Denkmalpflege – Wissen und Wirken.
1994 erfolgte die Verleihung der Ehrendoktorwürde der FU Berlin. 1995 erhielt Magirius den Verdienstorden der Bundesrepublik Deutschland (Verdienstkreuz 1. Klasse). 2004 wurde er mit dem Sächsischen Verdienstorden ausgezeichnet.
Im Jahr 2007 erhielt er den Andreas-Möller-Geschichtspreis der Stiftung für Kunst und Kultur der Kreissparkasse Freiberg, im Jahr 2010 den Kunstpreis der Großen Kreisstadt Radebeul.

## Schriften (Auswahl)
Magirius war Autor zahlreicher Schriften zu Themen der Denkmalpflege, Baugeschichte, Kunstgeschichte und Archäologie. Die Liste seiner Publikationen umfasst mehr als 150 Titel.
- Der Dom zu Freiberg. Berlin 1969.
- Der Dom zu Freiberg. Union Verlag, Berlin 1977.
- Bezirk Dresden (außer Stadtkreis Dresden), Bezirk Karl-Marx-Stadt. In: Götz Eckardt (Hrsg.): Schicksale Deutscher Baudenkmale im Zweiten Weltkrieg. Eine Dokumentation der Schäden und Totalverluste auf dem Gebiet der DDR. Henschelverlag, Berlin 1978. Band 2.
- Mit Elisabeth Hütter: Der Wechselburger Lettner. Weimar 1983.
- Gottfried Sempers zweites Hoftheater in Dresden. Leipzig 1985.
- Geschichte der Denkmalpflege – Sachsen. Von den Anfängen bis zum Neubeginn 1945. Verlag für Bauwesen, Berlin, 1989
- mit Volkmar Billeb: Die Hoflößnitz (= Große Baudenkmäler. Heft 506). Deutscher Kunstverlag, München/Berlin 1996.
- Die Semperoper zu Dresden. 2. Auflage. Edition Leipzig, Leipzig 2000, ISBN 3-361-00515-9.
- (Hrsg.): 600 Jahre Hoflößnitz. Historische Weingutanlage. Sandstein Verlag, Dresden 2001, ISBN 3-930382-60-1.
- (Hrsg.): Die Dresdner Frauenkirche. Jahrbuch in 15 Bänden. 1995–2011.
- Die Dresdner Frauenkirche von George Bähr. Entstehung und Bedeutung. Deutscher Verlag für Kunstwissenschaft, Berlin 2005, ISBN 3-87157-211-X.
- Der Dom zu Freiberg. Große Kunstführer. Verlag Josef Fink, Lindenberg 2013, ISBN 978-3-89870-823-4.
- mit Albrecht Koch: Der Dom zu Freiberg. Kleine Kunst- und Kulturführer. Verlag Josef Fink, Lindenberg 2015.